# Магдалена Мијатовић
Магдалена Мијатовић је српска глумица.

## Биографија
Глуму је дипломирала на Академији уметности Универзитета у Новом Саду, у класи професора Бориса Лијешевића. Прву већу улогу добила је у српској обради сапунице Династија.

## Улоге

### Позоришне представе
| Наслов                        | Улога                                     | Редитељ         | Позориште                     | Премијера          |
| ----------------------------- | ----------------------------------------- | --------------- | ----------------------------- | ------------------ |
| Пријемни испит                |                                           | Борис Лијешевић | Академско позориште „Промена” | 19. април 2018.    |
| Једночинке                    |                                           | Борис Лијешевић | Академско позориште „Промена” | 20. март 2019.     |
| На дну                        |                                           | Борис Лијешевић | Академско позориште „Промена” | 3. јун 2019.       |
| Злочин и казна / Нојева барка |                                           | Борис Лијешевић |                               | 2019.              |
| Коса                          |                                           | Петер Телихаји  | Позориште младих              | 6. децембар 2019.  |
| Велика депресија              |                                           | Марко Челебић   | Српско народно позориште      | 9. децембар 2020.  |
| Прослава                      | Елзе                                      | Борис Лијешевић | Академско позориште „Промена” | 16. новембар 2021. |
| Рат и мир                     | Елен (премијерно играла Калина Ковачевић) | Борис Лијешевић | Народно позориште у Београду  | 30. мај 2022.      |
| Мистер Долар                  | Госпођа која је летела на 3200 m висине   | Милош Лолић     | Народно позориште у Београду  | 15. март 2024.     |

### Филмографија
|                   | 2010▼ | 2020▼ | Укупно |
| ----------------- | ----- | ----- | ------ |
| Дугометражни филм | 0     | 1     | 1      |
| ТВ филм           | 0     | 0     | 0      |
| ТВ серија         | 0     | 4     | 4      |
| Кратки филм       | 2     | 1     | 3      |
| Укупно            | 2     | 6     | 8      |

| Год.       | Назив                                              | Улога                           |
| ---------- | -------------------------------------------------- | ------------------------------- |
| 2010-е▲    |                                                    |                                 |
| 2015.      | One, No One and One Hundred Thousand (кратки филм) |                                 |
| 2019.      | Подршка (кратки филм)                              | Исидора                         |
| 2020-е▲    |                                                    |                                 |
| 2021—2022. | Династија (серија)                                 | Анастасија Кадић Константиновић |
| 2022.      | Радио Милева (серија)                              | Душица                          |
| 2022.      | Златни дечко                                       | Другарица 1                     |
| 2022.      | Згажене (кратки филм)                              | Софија                          |
| 2023.      | Сложна браћа — Next Đeneration (серија)            | Магдалена                       |
| 2023.      | Ургентни центар (серија)                           | Софија Крунић                   |

## Награде и признања
| Година | Остварење                     | Награда                                                                                    |
| ------ | ----------------------------- | ------------------------------------------------------------------------------------------ |
| 2019.  | Злочин и казна / Нојева барка | Награда за најбољу споредну женску улогу на првом Фестивалу студентског театра у Обреновцу |